# 关塚隆
关塚隆（1960年10月26日—），日本足球運動員，教练，曾经率领日本23歲以下足球代表隊参加2012年夏季奥林匹克运动会。

## 俱乐部生涯
1984年，关塚隆在本田足球會开始足球生涯，1991年，引退。

## 教练生涯
关塚隆经率领日本23歲以下足球代表隊参加2012年夏季奥林匹克运动会。（第4位）